# Hashlife
Ne doit pas être confondu avec HighLife ou Halflife.

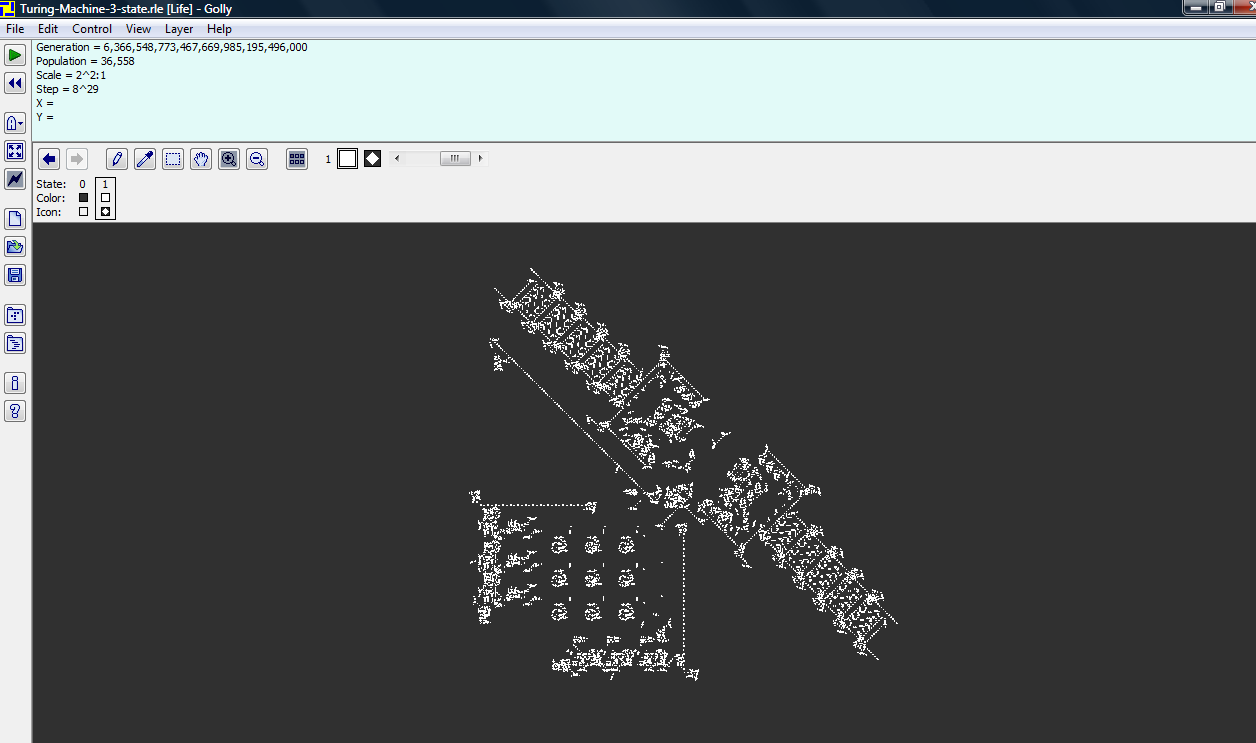
La génération 6 366 548 773 467 669 985 195 496 000 d'une figure très compliquée du jeu de la vie calculée en moins de 30 secondes sur un processeur Intel Core Duo à 2 GHz en utilisant Hashlife dans Golly. Calculée en détectant un cycle de répétition dans cette figure, et sautant jusqu'à une génération importante.

Hashlife est un algorithme créé par Bill Gosper dans les années 1980 pour améliorer la vitesse de calcul des motifs du jeu de la vie. Hashlife utilise des tables de hachage, lui permettant de calculer des figures très compliquées très rapidement.

## Macrocell
Le principe de cet algorithme repose sur une certaine structuration de l'univers en macro-cellules, c'est-à-dire des ensembles carrés de cellules, qui contiennent soit 4 cellules, soit 4 macrocells de taille inférieur.

Découpage de l'univers en Macrocell